# Lolowua
Lolowua is een bestuurslaag in het regentschap Nias van de provincie Noord-Sumatra, Indonesië. Lolowua telt 1347 inwoners (volkstelling 2010).